# Zakrzówek (gromada w powiecie garwolińskim)
Zakrzówek (do 31 XII 1956 Kotłówka) – dawna gromada, czyli najmniejsza jednostka podziału terytorialnego Polskiej Rzeczypospolitej Ludowej w latach 1954–1972.
Gromady, z gromadzkimi radami narodowymi (GRN) jako organami władzy najniższego stopnia na wsi, funkcjonowały od reformy reorganizującej administrację wiejską przeprowadzonej jesienią 1954 do momentu ich zniesienia z dniem 1 stycznia 1973, tym samym wypierając organizację gminną w latach 1954–1972.
Gromadę Zakrzówek z siedzibą GRN w Zakrzówku utworzono 1 stycznia 1957 w powiecie garwolińskim w woj. warszawskim w związku z przeniesieniem siedziby gromady Kotłówka z Kotłówki do Zakrzówka i zmianą nazwy jednostki na gromada Zakrzówek.
Gromadę zniesiono 1 stycznia 1958, a jej obszar włączono do nowo utworzonej gromady Żelechów w tymże powiecie.